# Eleocharis limosa
Eleocharis limosa là loài thực vật có hoa trong họ Cói. Loài này được (Schrad.) Schult. mô tả khoa học đầu tiên năm 1824.